# MALIN+GOETZ
MALIN+GOETZ（マリン アンド ゴッツ）はアメリカニューヨークの化粧品会社。ユニセックス用と銘打ったハーブやフルーツの香りの香水、シャンプーなどを販売している。
社名は創業者マシュー・マリン（Matthew Malin）とアンドリュー・ゴッツ（Andrew Goetz）から。シンガポール、ロンドン、日本、ドイツなどにも支店を出しており、2009年1月現在は24カ国で販売されている。
この会社が出来る前、マリンは百貨店バーニーズ、次いで化粧品会社キール (Kiehl's) に務めており、ゴッツはスイスの家具メーカーヴィトラ (Vitra (furniture)) で家具製作を担当していた。2人はMALIN+GOETZが出来るまでにも10年以上組んで仕事をしており、2002年10月、マリン36歳、ゴッツ41歳の時に会社を作ることを計画、2004年2月にニューヨークのチェルシー地区近郊に店を開き、製品の販売を始めた。
日本では2008年9月、伊勢丹新宿本店メンズ館で販売が開始されている。